# Federico Burdisso
Federico Burdisso, né le 20 septembre 2001 à Pavie, est un nageur italien, spécialiste de papillon.
Il remporte la médaille de bronze du 200 m papillon lors des Championnats d'Europe 2018. Ayant terminé seulement 9e en demi-finale, il ne participe à la finale qu’en raison de la défection d'un nageur britannique qui a préféré se consacrer au relais 4 × 200 nage libre.
Il fait partie de la sélection de 5 nageurs italiens pour les Jeux olympiques de la jeunesse de 2018 à Buenos Aires.
Il établit le 2 avril 2019 à Riccione, le record national du 200 m papillon en 1 min 54 s 64.
Federico Burdisso remporte la médaille de bronze dans l'épreuve du 200 m papillon masculin aux Jeux olympiques d'été de 2020.

## Palmarès

### Championnats du monde en grand bassin
- Championnats du monde 2022 à Budapest :
  -  Médaille d'or au relais 4 × 100 m quatre nages.
- Championnats du monde 2024 à Doha :
  -  Médaille de bronze au relais 4 × 100 m quatre nages (participe uniquement aux séries).